# Phryganea longirostris
Phryganea longirostris is een fossiele soort schietmot uit de familie Phryganeidae.